# Lázaro Aristides Betancourt

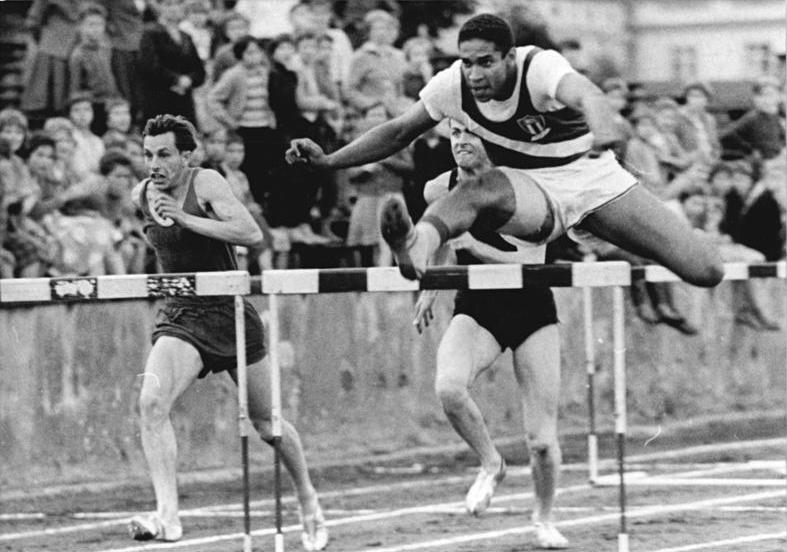
Betancourt gewinnt 1961 bei einem Sportfest in Ost-Berlin

Lázaro Arístides Betancourt Mella (* 30. Juli 1936 in Matanzas; † 19. Januar 2025 in Havanna) war ein kubanischer Leichtathlet.

## Sportliche Laufbahn
1960 siegte Betancourt in 14,3 Sekunden im 110-Meter-Hürdenlauf der Iberoamerikanischen Spiele. 1962 gewann Betancourt in 14,2 Sekunden den Titel bei den Zentralamerika- und Karibikspielen. Bei den Panamerikanischen Spielen 1963 belegte Betancourt in windunterstützten 14,3 Sekunden den dritten Platz hinter den US-Amerikanern Blaine Lindgren und Willie May.
Bei den Olympischen Spielen 1964 in Tokio erreichte Betancourt in seinem Vorlauf in 14,6 Sekunden den zweiten Platz hinter Eddy Ottoz. In seinem Halbfinale belegte Betancourt in 14,2 Sekunden den sechsten Platz.
Bei einer Körpergröße von 1,91 Meter betrug sein Wettkampfgewicht 78 Kilogramm.